# Bridget Manners
Lady Bridget Manners, död 1604, var en engelsk hovfunktionär. 
Hon var hovdam till Elisabet I mellan 1589 och 1594. Hon blev omtyckt av drottningen och utnämndes till hennes carver, uppskärare av drottningens kött. 
Hon gifte sig 1594 i hemlighet med Robert Tyrwhitt. Deras giftermål skedde utan drottningens tillstånd och brudgummen fängslades en tid på grund av det. 
Barnabe Barnes skrev en sonett till henne, "the Beautiful Lady, the Lady Bridget Manners" i sin Parthenophil and Parthenophe från 1593, och ett gravmonument uppfördes till henne i Bigby.